# Antonio Liñán y Verdugo
Antonio de Liñán y Verdugo, escritor del Siglo de Oro español.
Poco se sabe sobre él, quizá porque, como sospecha poco fundadamente el padre Julián Zarco, su nombre es un pseudónimo del padre Alonso Remón. Debió nacer en Vara de Rey, provincia de Cuenca. Es autor de unos famosos Avisos y guía de forasteros que vienen a la Corte, historia de mucha diversión, gusto y entretenimiento, donde verán lo que les sucedió a unos recién venidos (Madrid, 1623). Está escrita en forma de diálogo, en el que intervienen un maestro graduado en Artes y en Teología, en quien se ha querido ver al padre Fray Alonso Remón, un cortesano viejo y un caballero joven. Posee una estructura de tipo boccacciano y en el relato se introducen cuentos y anécdotas que refieren los riesgos propios de la Corte. Es una riquísima y variada selección de tipos picarescos (busconas, daifas, viudas fingidas, fulleros, arbitristas, rufianes...) Está escrita en una prosa libre de culteranismo y conceptismo y en ella se reitera el afán moralizador. Aunque se decía que escribió muchas otras obras, no se conoce ninguna más suya. Marcelino Menéndez Pelayo reputa a Liñán como un hábil novelista de segundo orden. Es sin embargo un maestro precursor del costumbrismo madrileño y un excelente observador.